# Ли, Малкольм
Малкольм Ли (англ. Malcolm Lee; род. 22 мая 1990, Риверсайд, Калифорния) — американский профессиональный баскетболист. Играет на позиции атакующего защитника. Был выбран под общим 43-м номером на Драфте НБА 2011 года командой «Чикаго Буллз».

## Школа и колледж
Ли родился в Риверсайде, штат Калифорния в семье Тосио и Делмы Ли. Учился в школе Джона Норта в Риверсайде, выступал за колледж за команду «Брюинз» университета Калифорнии.
Ли был выбран в сборную Тихоокеанского дивизиона Pac-10, попал в первую пятерку защиты конференции в первый год выступления за «Брюинз» в 2011 году. После сезона, проведённого в колледже по совету тренера Бена Ховарда выставил свою кандидатуру на драфт.

## Карьера в НБА
Ли был выбран во втором раунде драфта НБА 2011 года под общим 43-м номером командой «Чикаго Буллз». В день драфта был обменян в «Миннесоту» вместе с правами на драфт Норриса Коула, выбранного под 28-м номером драфта на Николу Миротича с 23-м номером драфта.
Ли подписал трехлетний гарантированный контракт с «Тимбервулвз», что в принципе достаточно редко для игроков второго раунда драфта. После травмы колена, полученной в предсезонных играх, игрок был вынужден пропустить начало сезона 2011/12, а затем перенес операцию на мениск левого колена. 6 февраля 2012 года был заявлен за команду Лиги развития «Су-Фолс Скайфорс», где проходил реабилитацию, а после трех игр был возвращен в основную команду. 29 февраля был вновь отправлен в «Су-Фолс». Дебют в регулярном чемпионате НБА состоялся 10 марта 2012 года в матче против «Хорнетс».
Ли пропустил предсезонную подготовку к сезону 2012/13 из-за травмы, однако принял участие в 12 матчах на старте регулярного чемпионата, в матче против «Филадельфии» 4 декабря 2012 года набрал наибольшее количество очков в НБА — 10. Однако остаток сезона игрок пропустил, и вновь из-за травм — в январе 2013 года он перенёс сразу две операции — на бедре и правом колене.
27 июня 2013 года, в день драфта НБА 2013, Ли был продан в «Голден Стэйт Уорриорз», которые практически сразу продали игрока в «Финикс Санз».

## Статистика

### Статистика в НБА
| Сезон                                                                                    | Команда     | Регулярный сезон | Регулярный сезон | Регулярный сезон | Регулярный сезон | Регулярный сезон | Регулярный сезон | Регулярный сезон | Регулярный сезон | Регулярный сезон | Регулярный сезон | Регулярный сезон | Серия плей-офф | Серия плей-офф | Серия плей-офф | Серия плей-офф | Серия плей-офф | Серия плей-офф | Серия плей-офф | Серия плей-офф | Серия плей-офф | Серия плей-офф | Серия плей-офф |
| Сезон                                                                                    | Команда     | GP               | GS               | MPG              | FG%              | 3P%              | FT%              | RPG              | APG              | SPG              | BPG              | PPG              | GP             | GS             | MPG            | FG%            | 3P%            | FT%            | RPG            | APG            | SPG            | BPG            | PPG            |
| ---------------------------------------------------------------------------------------- | ----------- | ---------------- | ---------------- | ---------------- | ---------------- | ---------------- | ---------------- | ---------------- | ---------------- | ---------------- | ---------------- | ---------------- | -------------- | -------------- | -------------- | -------------- | -------------- | -------------- | -------------- | -------------- | -------------- | -------------- | -------------- |
| 2011/12                                                                                  | Миннесота   | 19               | 0                | 12,8             | 39,0             | 20,0             | 82,4             | 1,4              | 1,6              | 0,4              | 0,2              | 3,3              | Не участвовал  | Не участвовал  | Не участвовал  | Не участвовал  | Не участвовал  | Не участвовал  | Не участвовал  | Не участвовал  | Не участвовал  | Не участвовал  | Не участвовал  |
| 2012/13                                                                                  | Миннесота   | 16               | 12               | 18,0             | 38,2             | 33,3             | 60,0             | 2,4              | 1,2              | 0,8              | 0,4              | 4,9              | Не участвовал  | Не участвовал  | Не участвовал  | Не участвовал  | Не участвовал  | Не участвовал  | Не участвовал  | Не участвовал  | Не участвовал  | Не участвовал  | Не участвовал  |
| 2014/15                                                                                  | Филадельфия | 1                | 0                | 2,0              | 0,0              | 0,0              | 0,0              | 0,0              | 0,0              | 0,0              | 0,0              | 0,0              | Не участвовал  | Не участвовал  | Не участвовал  | Не участвовал  | Не участвовал  | Не участвовал  | Не участвовал  | Не участвовал  | Не участвовал  | Не участвовал  | Не участвовал  |
|                                                                                          | Всего       | 36               | 12               | 14,8             | 38,2             | 29,4             | 70,3             | 1,8              | 1,4              | 0,6              | 0,3              | 3,9              | Не участвовал  | Не участвовал  | Не участвовал  | Не участвовал  | Не участвовал  | Не участвовал  | Не участвовал  | Не участвовал  | Не участвовал  | Не участвовал  | Не участвовал  |
| Наведите курсор мыши на аббревиатуры в заголовке таблицы, чтобы прочесть их расшифровку. |             |                  |                  |                  |                  |                  |                  |                  |                  |                  |                  |                  |                |                |                |                |                |                |                |                |                |                |                |

### Статистика в Д-Лиге
| Сезон                                                                                    | Команда      | Регулярный сезон | Регулярный сезон | Регулярный сезон | Регулярный сезон | Регулярный сезон | Регулярный сезон | Регулярный сезон | Регулярный сезон | Регулярный сезон | Регулярный сезон | Регулярный сезон | Серия плей-офф | Серия плей-офф | Серия плей-офф | Серия плей-офф | Серия плей-офф | Серия плей-офф | Серия плей-офф | Серия плей-офф | Серия плей-офф | Серия плей-офф | Серия плей-офф |
| Сезон                                                                                    | Команда      | GP               | GS               | MPG              | FG%              | 3P%              | FT%              | RPG              | APG              | SPG              | BPG              | PPG              | GP             | GS             | MPG            | FG%            | 3P%            | FT%            | RPG            | APG            | SPG            | BPG            | PPG            |
| ---------------------------------------------------------------------------------------- | ------------ | ---------------- | ---------------- | ---------------- | ---------------- | ---------------- | ---------------- | ---------------- | ---------------- | ---------------- | ---------------- | ---------------- | -------------- | -------------- | -------------- | -------------- | -------------- | -------------- | -------------- | -------------- | -------------- | -------------- | -------------- |
| 2011/12                                                                                  | Су-Фолс      | 7                | 7                | 27,5             | 33,8             | 0,0              | 94,4             | 4,1              | 5,9              | 1,9              | 0,1              | 10,1             | Не участвовал  | Не участвовал  | Не участвовал  | Не участвовал  | Не участвовал  | Не участвовал  | Не участвовал  | Не участвовал  | Не участвовал  | Не участвовал  | Не участвовал  |
| 2014/15                                                                                  | Делавэр      | 20               | 18               | 28,1             | 39,9             | 38,3             | 82,6             | 3,4              | 5,5              | 1,2              | 0,0              | 11,4             | Не участвовал  | Не участвовал  | Не участвовал  | Не участвовал  | Не участвовал  | Не участвовал  | Не участвовал  | Не участвовал  | Не участвовал  | Не участвовал  | Не участвовал  |
| 2014/15                                                                                  | Гранд-Рапидс | 12               | 5                | 20,2             | 42,5             | 38,2             | 57,1             | 3,4              | 3,7              | 0,5              | 0,0              | 8,3              | Не участвовал  | Не участвовал  | Не участвовал  | Не участвовал  | Не участвовал  | Не участвовал  | Не участвовал  | Не участвовал  | Не участвовал  | Не участвовал  | Не участвовал  |
|                                                                                          | Всего        | 39               | 30               | 25,5             | 39,2             | 34,4             | 78,8             | 3,5              | 5,0              | 1,1              | 0,0              | 10,2             | Не участвовал  | Не участвовал  | Не участвовал  | Не участвовал  | Не участвовал  | Не участвовал  | Не участвовал  | Не участвовал  | Не участвовал  | Не участвовал  | Не участвовал  |
| Наведите курсор мыши на аббревиатуры в заголовке таблицы, чтобы прочесть их расшифровку. |              |                  |                  |                  |                  |                  |                  |                  |                  |                  |                  |                  |                |                |                |                |                |                |                |                |                |                |                |

### Статистика в колледже
| Сезон                                                                                   | Команда | GP | GS | MPG  | FG%  | 3P%  | FT%  | RPG | APG | SPG | BPG | PPG  |  |
| --------------------------------------------------------------------------------------- | ------- | -- | -- | ---- | ---- | ---- | ---- | --- | --- | --- | --- | ---- |  |
| 2008/09                                                                                 | УКЛА    | 29 | 0  | 10,7 | 50,0 | 30,0 | 41,7 | 1,5 | 0,6 | 0,4 | 0,1 | 3,2  |  |
| 2009/10                                                                                 | УКЛА    | 32 | 32 | 34,8 | 43,2 | 25,2 | 70,6 | 4,4 | 3,1 | 1,1 | 0,3 | 12,1 |  |
| 2010/11                                                                                 | УКЛА    | 33 | 33 | 33,1 | 43,7 | 29,5 | 77,8 | 3,1 | 2,0 | 0,6 | 0,2 | 13,1 |  |
|                                                                                         | Всего   | 94 | 65 | 26,7 | 44,1 | 27,8 | 71,7 | 3,0 | 2,0 | 0,7 | 0,2 | 9,7  |  |
| Наведите курсор мыши на аббревиатуры в заголовке таблицы, чтобы прочесть их расшифровку |         |    |    |      |      |      |      |     |     |     |     |      |  |

### Статистика в других лигах
| Сезон                                                                                   | Команда          | Лига                  | GP | GS | MPG  | FG%  | 3P%  | FT%  | RPG | APG | SPG | BPG | PPG  |  |
| 2015/16                                                                                 | Брухос де Гуаяма | Чемпионат Пуэрто-Рико | 19 | 19 | 28,9 | 42,5 | 25,4 | 69,3 | 4,2 | 3,4 | 1,3 | 0,1 | 13,4 |  |
| 2016/17                                                                                 | Трабзонспор      | Чемпионат Турции      | 21 | 10 | 20,2 | 36,2 | 28,8 | 68,8 | 3,6 | 2,2 | 0,8 | 0,1 | 6,2  |  |
| 2017/18                                                                                 | Все клубы        | Все лиги              | 25 | 4  | 22,7 | 40,9 | 33,3 | 65,9 | 3,5 | 2,2 | 0,4 | 0,2 | 10,3 |  |
| 2017/18                                                                                 | Игокеа           | Адриатическая Лига    | 9  | 2  | 23,6 | 43,8 | 38,7 | 71,4 | 3,7 | 1,9 | 0,8 | 0,3 | 11,9 |  |
| 2017/18                                                                                 | Тайгерс Тюбинген | Чемпионат Германии    | 16 | 2  | 22,3 | 39,3 | 29,8 | 62,0 | 3,4 | 2,4 | 0,3 | 0,2 | 9,4  |  |
| 2018/19                                                                                 | Колосос Родос    | Чемпионат Греции      | 11 | 2  | 21,8 | 48,7 | 38,2 | 60,6 | 4,1 | 1,2 | 0,4 | 0,2 | 9,9  |  |
|                                                                                         |                  | Всего                 | 76 | 35 | 23,4 | 41,5 | 30,9 | 66,7 | 3,8 | 2,4 | 0,7 | 0,2 | 9,9  |  |
| Наведите курсор мыши на аббревиатуры в заголовке таблицы, чтобы прочесть их расшифровку |                  |                       |    |    |      |      |      |      |     |     |     |     |      |  |